# L'Alternative urbaine
Pour les articles homonymes, voir AU.
L'Alternative urbaine est une association française du tourisme solidaire. Elle organise des visites guidées de quartiers parisiens menées par des personnes en réinsertion sociale et professionnelle,.

## Présentation et mission

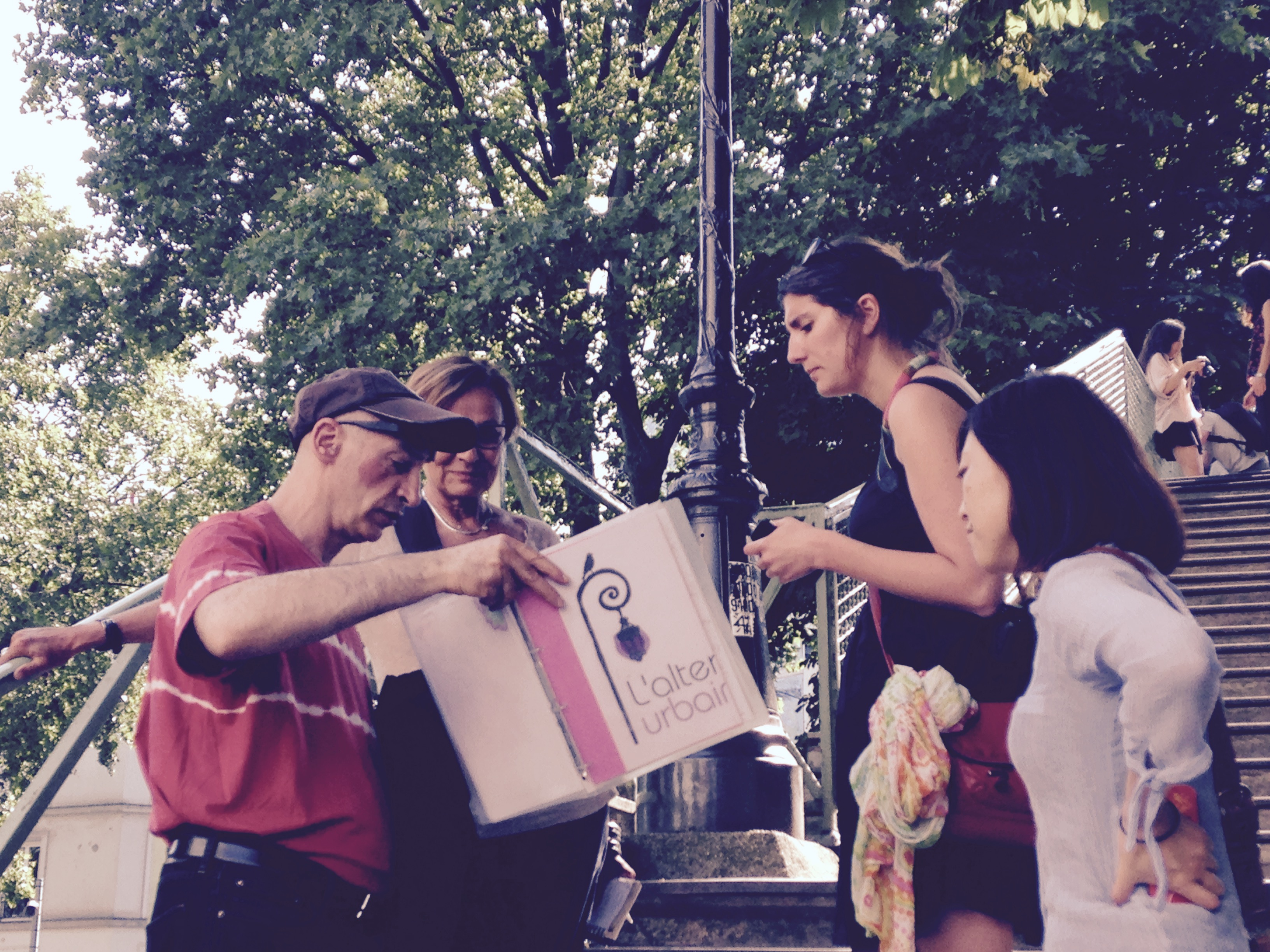
Balade de l'Alternative urbaine en 2015 près du canal Saint-Martin.

L’Alternative Urbaine est une association d’insertion sociale et professionnelle employant des personnes en situation de précarité et utilisant des formes d’inclusion novatrices mêlant la culture et le tourisme. 
Il ne s'agit pas de former au métier de guide mais de permettre aux personnes précaires de reprendre confiance en elles afin de favoriser le retour à l'emploi. Il s'agit aussi de renforcer le lien social et de permettre de découvrir certains quartiers sous un autre angle,.
En mars 2015, l'Alternative Urbaine comptait deux salariées et une dizaine de guides, principalement des personnes ayant été sans domicile fixe, soutenus par 30 bénévoles.

## Activité

### Visites
En 2015, les visites se concentrent sur plusieurs arrondissements de Paris et l'association envisage de se développer à Lyon et à l'étranger. Les visites sont composées d'anecdotes, de faits historiques et de découverte d'œuvres de street art. Les promenades urbaines se font sur réservation et sont à prix libre,. Un bénévole de l'association accompagne le guide.  

### Formation
La formation des guides dure environ trois mois au bout desquels les bénéficiaires deviennent « Éclaireurs Urbains » et s'engagent à assurer au minimum une visite par semaine. Elle comprend des ateliers collectifs et individuels d'expression corporelle, de théâtre ou de prise de parole en public ainsi que des sorties au musée et au théâtre. En parallèle, l'association accompagne les guides en réinsertion dans la définition de leur projet professionnel futur.